# 伊桑若区
伊桑若区（法語：arrondissement d'Yssingeaux）是法国上卢瓦尔省所辖的一个区。总面积1159.7平方公里，总人口85471，人口密度74人/平方公里（2018年）。主要城镇为伊桑若。

## 辖区
伊桑若区辖有44个市镇。